# トゥザグローリー
トゥザグローリー（欧字名:To the Glory、2007年2月16日 - ）は、日本の競走馬、種牡馬。主な勝ち鞍に2010年の中日新聞杯、2011年の京都記念、日経賞、2012年の日経新春杯、鳴尾記念。
馬名の意味は、「栄光に向かって」であり、これは母トゥザヴィクトリーの「勝利に向かって」から連想で、母以上の栄光を勝ち取ってほしいという願いが込められている。

## 戦績
- 特記事項なき場合、本節の出典はJBISサーチ[9]

2010年3月14日、阪神競馬場での3歳新馬戦でデビューし、1着。母・トゥザヴィクトリーにとっても、産駒のJRA初勝利であった。2戦目の3歳500万条件戦も連勝して東上し、ダービートライアルの青葉賞ではペルーサの2着に入って東京優駿に駒を進めたが、エイシンフラッシュの7着に終わった。7月のラジオNIKKEI賞5着、秋初戦のアイルランドトロフィーでトーセンジョーダンの2着としたのち10月31日のカシオペアステークスで3勝目を挙げた。続くマイルチャンピオンシップこそ7着の終わったものの、12月の中日新聞杯では中団から押し上げる競馬で初めて重賞を制した。中1週で迎えた有馬記念は15頭立ての14番人気で迎え、レースでは好位から進んでヴィクトワールピサ、ブエナビスタとはハナ+クビ差の3着に粘り込んだ。
4歳となった2011年、初戦の京都記念ではメイショウベルーガ、ヒルノダムールをおさえて重賞2勝目。2月末での定年を控えた管理する池江泰郎にとっては重賞70勝目、最後の重賞勝利であった。池江泰郎厩舎の定年解散に伴い池江泰寿厩舎に転厩し、4月の日経賞でもペルーサの追撃を封じて重賞3勝目を挙げた。その後のG1競走戦線では天皇賞（春）で1番人気の13着に終わり、宝塚記念も13着。秋に入っても天皇賞（秋）5着、ジャパンカップ11着と振るわなかったが、2年連続出走の有馬記念ではオルフェーヴル、エイシンフラッシュに続く2年連続の3着に入った。

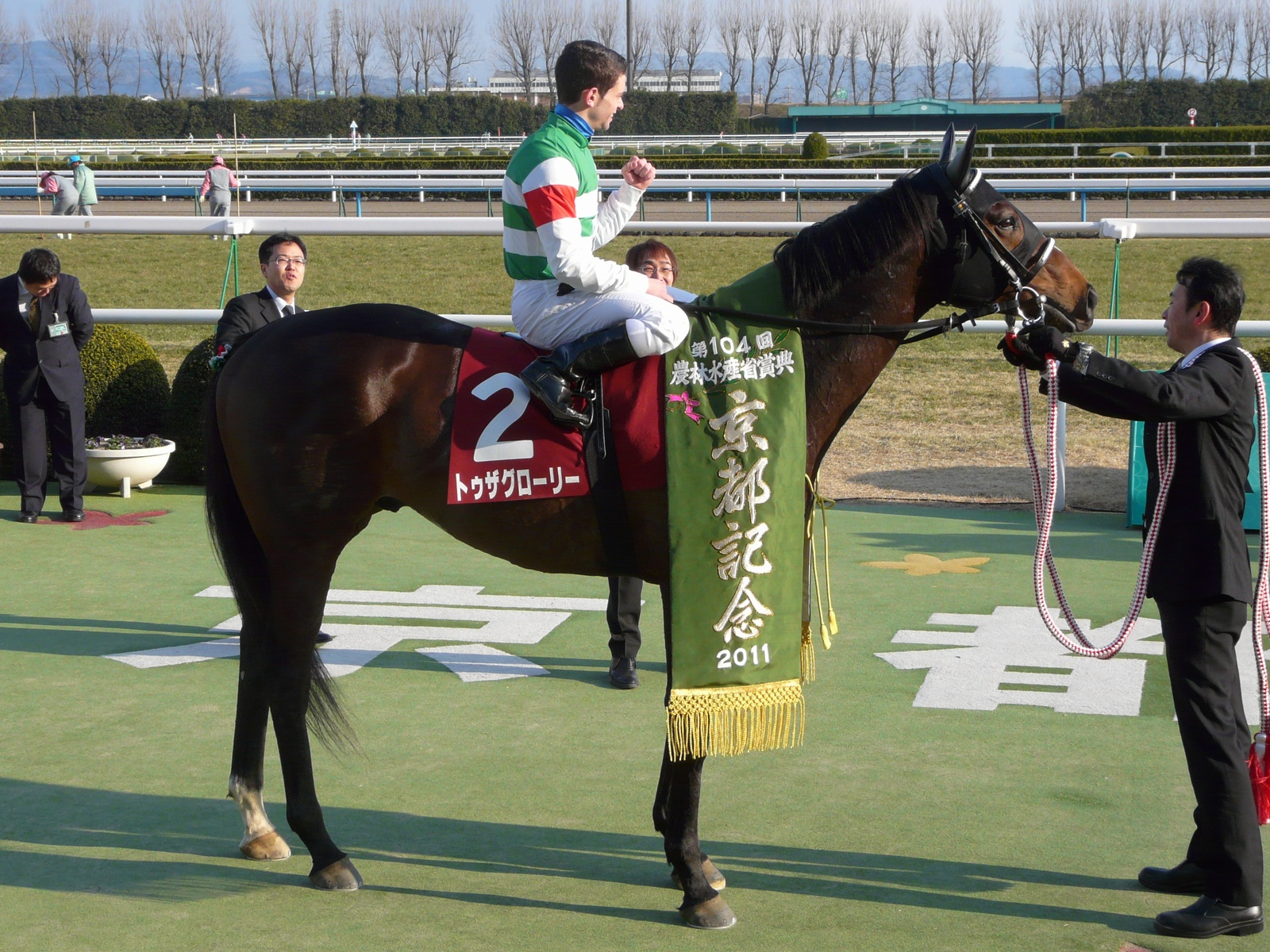
第104回京都記念（2011年2月13日）
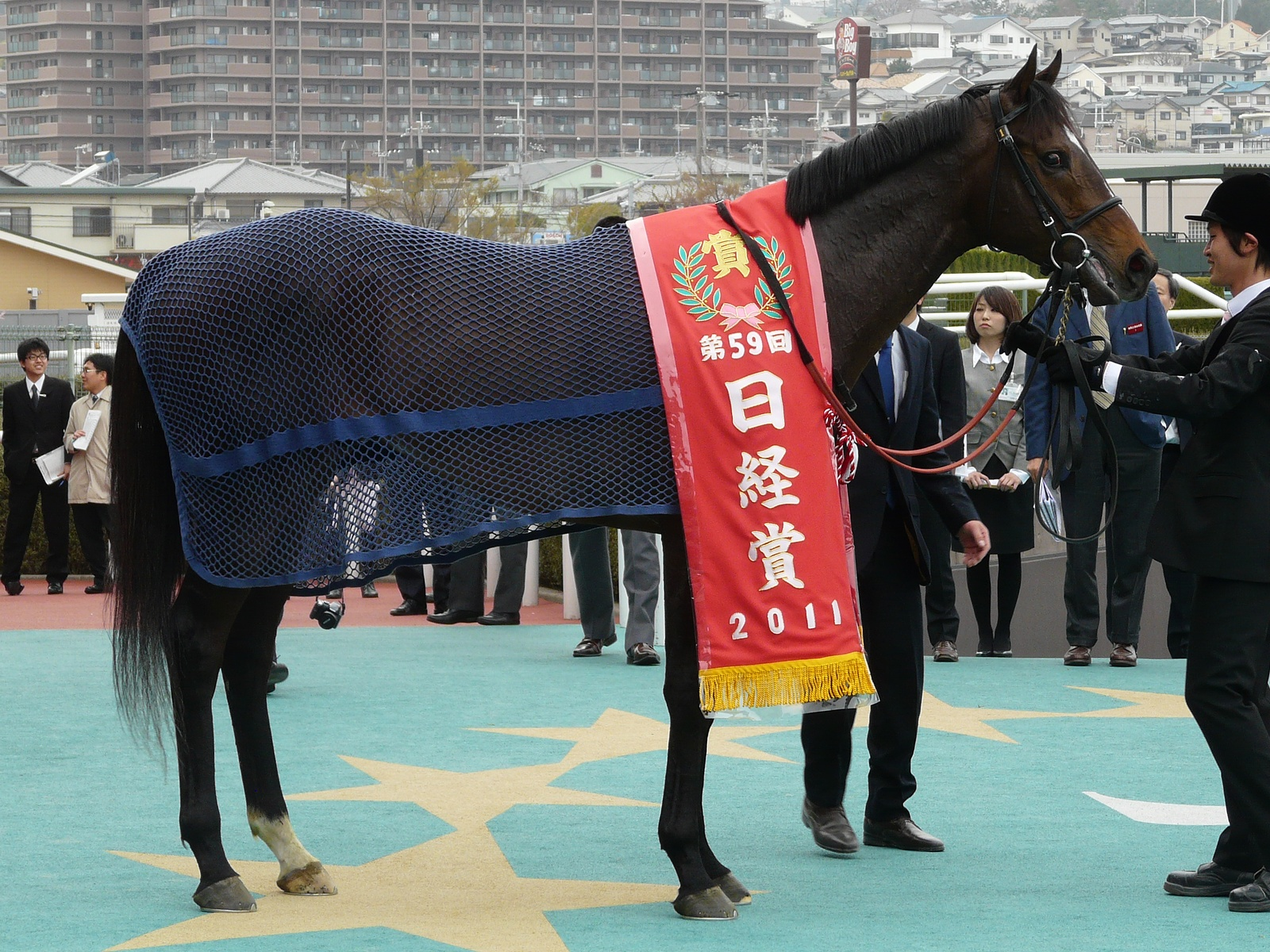
第59回日経賞（2011年4月2日）

2012年は、初戦の日経新春杯でダノンバラードを退けて重賞4勝目を挙げ、ドバイワールドカップミーティングを目標に据える。2月に入ってドバイシーマクラシックへの招待を受諾したが、直後の中山記念で10着に終わり、レース後には疲れも見せたため最終的にドバイ遠征はキャンセルとなった。休養を挟み6月の鳴尾記念でショウナンマイティの差し脚を半馬身差退け重賞5勝目を飾ったが、続く宝塚記念で12着に終わってからは連敗を重ねて5着以上の上位争いに顔を見せることもほとんどなくなり、2014年の金鯱賞16着が最後のレースとなって12月11日付で競走馬登録を抹消された。

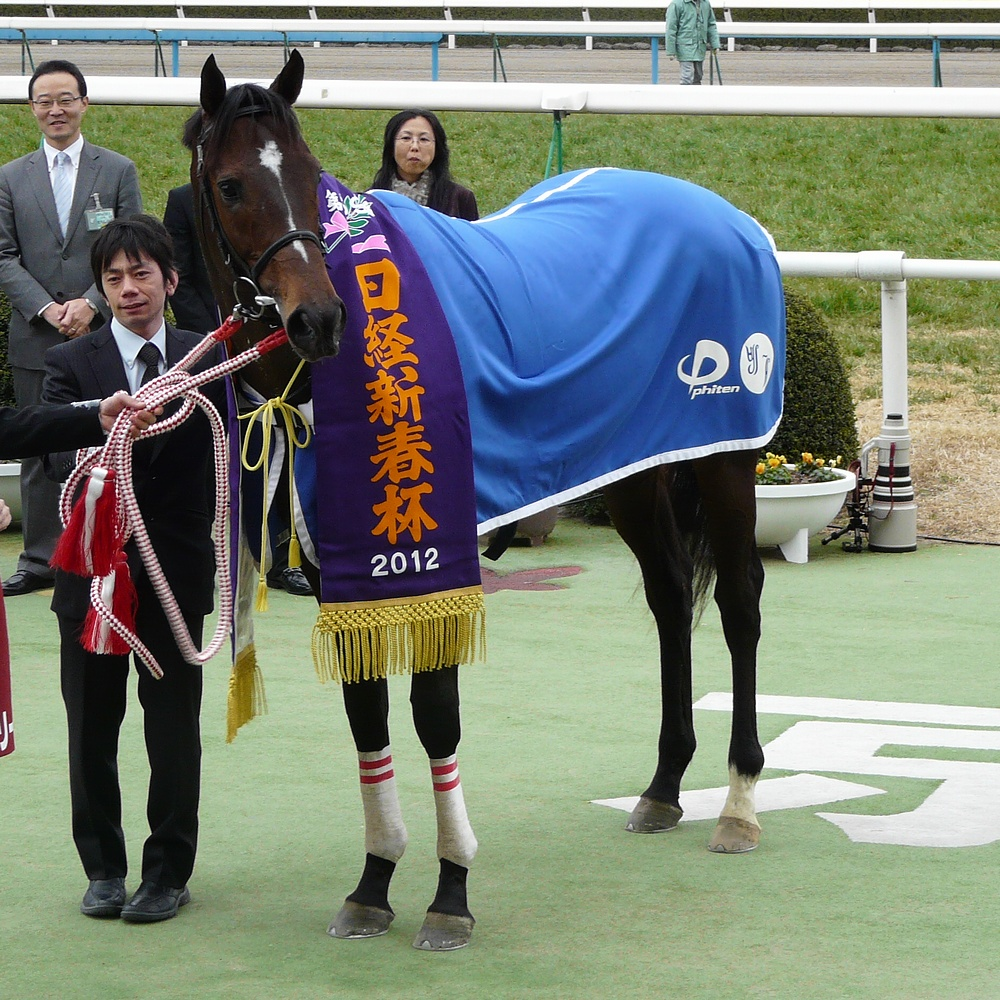
第59回日経新春杯（2012年1月15日）
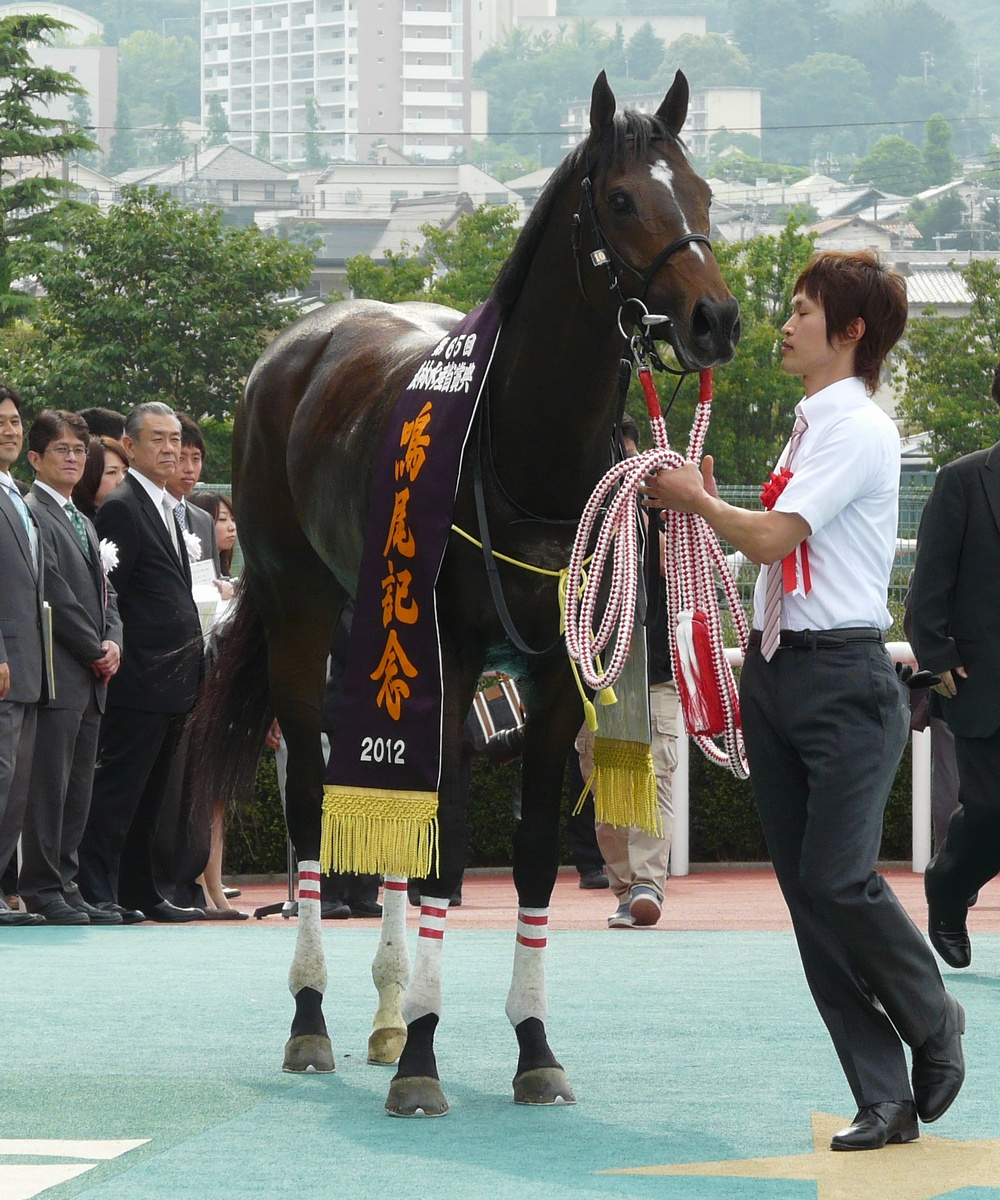
第65回鳴尾記念（2012年6月2日）

## 競走成績
以下の内容は、JBISサーチおよびnetkeiba.comに基づく。
| 競走日     | 競馬場 | 競走名          | 格   | 距離（馬場）  | 頭 数 | 枠 番 | 馬 | 番オッズ （人気） | 着順 | タイム （上り3F） | 着差 | 騎手            | 斤量 （kg） | 1着馬（2着馬）         |
| ---------- | ------ | --------------- | ---- | ------------- | ----- | ----- | -- | ----------------- | ---- | ----------------- | ---- | --------------- | ----------- | ---------------------- |
| 2010.03.14 | 阪神   | 3歳新馬         |      | 芝1600m（良） | 16    | 1     | 2  | 01.5（01人）      | 01着 | 1:37.0 (33.8)     | -0.0 | 武豊            | 56          | （ダノンゲットウィン） |
| 0000.04.04 | 阪神   | 3歳500万下      |      | 芝2200m（良） | 8     | 1     | 1  | 01.3（01人）      | 01着 | 2:14.9 (34.8)     | -0.1 | 福永祐一        | 56          | （アイウォントユー）   |
| 0000.05.01 | 東京   | 青葉賞          | GII  | 芝2400m（良） | 18    | 3     | 5  | 05.6（02人）      | 02着 | 2:25.0 (34.3)     | -0.7 | 内田博幸        | 56          | ペルーサ               |
| 0000.05.30 | 東京   | 東京優駿        | GI   | 芝2400m（良） | 17    | 8     | 17 | 65.8（10人）      | 07着 | 2:27.4 (33.7)     | -0.5 | 戸崎圭太        | 57          | エイシンフラッシュ     |
| 0000.07.04 | 福島   | ラジオNIKKEI賞  | GIII | 芝1800m（良） | 16    | 5     | 9  | 02.6（01人）      | 05着 | 1:47.5 (35.6)     | -0.2 | 内田博幸        | 56          | アロマカフェ           |
| 0000.10.16 | 東京   | アイルランドT   | OP   | 芝2000m（良） | 14    | 3     | 3  | 02.7（01人）      | 02着 | 1:59.3 (33.7)     | -0.1 | 武豊            | 53          | トーセンジョーダン     |
| 0000.10.31 | 京都   | カシオペアS     | OP   | 芝1800m（稍） | 11    | 7     | 8  | 01.7（01人）      | 01着 | 1:47.8 (35.9)     | -0.3 | 池添謙一        | 53          | （ナムラクレセント）   |
| 0000.11.21 | 京都   | マイルCS        | GI   | 芝1600m（良） | 18    | 5     | 9  | 09.1（04人）      | 07着 | 1:32.3 (34.2)     | -0.5 | M. デムーロ     | 56          | エーシンフォワード     |
| 0000.12.11 | 小倉   | 中日新聞杯      | GIII | 芝2000m（良） | 18    | 1     | 1  | 02.2（01人）      | 01着 | 1:58.7 (33.6)     | -0.3 | M.デムーロ      | 55          | （コスモファントム）   |
| 0000.12.26 | 中山   | 有馬記念        | GI   | 芝2500m（良） | 15    | 6     | 11 | 75.9（14人）      | 03着 | 2:32.6 (34.4)     | -0.0 | C.ウィリアムズ  | 55          | ヴィクトワールピサ     |
| 2011.02.13 | 京都   | 京都記念        | GII  | 芝2200m（良） | 12    | 2     | 2  | 02.4（01人）      | 01着 | 2:13.9 (34.5)     | -0.1 | U. リスポリ     | 56          | （メイショウベルーガ） |
| 0000.04.02 | 阪神   | 日経賞          | GII  | 芝2400m（良） | 10    | 1     | 1  | 02.0（01人）      | 01着 | 2:25.4 (34.2)     | -0.4 | 福永祐一        | 58          | （ペルーサ）           |
| 0000.05.01 | 京都   | 天皇賞（春）    | GI   | 芝3200m（稍） | 18    | 5     | 9  | 03.1（01人）      | 13着 | 3:22.3 (37.3)     | -1.7 | 四位洋文        | 58          | ヒルノダムール         |
| 0000.06.26 | 阪神   | 宝塚記念        | GI   | 芝2200m（良） | 16    | 7     | 14 | 10.1（04人）      | 13着 | 2:11.8 (36.2)     | -1.7 | 福永祐一        | 58          | アーネストリー         |
| 0000.10.30 | 東京   | 天皇賞（秋）    | GI   | 芝2000m（良） | 18    | 8     | 17 | 58.9（10人）      | 05着 | 1:56.7 (35.0)     | -0.6 | 福永祐一        | 58          | トーセンジョーダン     |
| 0000.11.27 | 東京   | ジャパンC       | GI   | 芝2400m（良） | 16    | 3     | 6  | 16.3（08人）      | 11着 | 2:25.0 (34.9)     | -0.8 | 福永祐一        | 57          | ブエナビスタ           |
| 0000.12.25 | 中山   | 有馬記念        | GI   | 芝2500m（良） | 13    | 5     | 7  | 47.1（09人）      | 03着 | 2:36.1 (33.3)     | -0.1 | 福永祐一        | 57          | オルフェーヴル         |
| 2012.01.15 | 京都   | 日経新春杯      | GII  | 芝2400m（良） | 12    | 3     | 3  | 01.6（01人）      | 01着 | 2:23.7 (34.3)     | -0.2 | 福永祐一        | 58.5        | （ダノンバラード）     |
| 0000.02.26 | 中山   | 中山記念        | GII  | 芝1800m（重） | 11    | 8     | 11 | 01.9（01人）      | 10着 | 1:48.8 (35.6)     | -1.5 | 福永祐一        | 57          | フェデラリスト         |
| 0000.06.02 | 阪神   | 鳴尾記念        | GIII | 芝2000m（良） | 10    | 8     | 10 | 03.8（02人）      | 01着 | 2:00.1 (33.2)     | -0.1 | 福永祐一        | 57          | （ショウナンマイティ） |
| 0000.06.24 | 阪神   | 宝塚記念        | GI   | 芝2200m（良） | 16    | 8     | 15 | 08.6（05人）      | 12着 | 2:14.7 (38.6)     | -3.8 | 福永祐一        | 58          | オルフェーヴル         |
| 0000.10.28 | 東京   | 天皇賞（秋）    | GI   | 芝2000m（良） | 18    | 8     | 18 | 58.6（11人）      | 18着 | 2:00.4 (36.5)     | -3.1 | 岩田康誠        | 58          | エイシンフラッシュ     |
| 0000.12.02 | 阪神   | ジャパンCダート | GI   | ダ1800m（良） | 16    | 3     | 5  | 22.6（07人）      | 12着 | 1:50.5 (37.3)     | -1.7 | C. ウィリアムズ | 57          | ニホンピロアワーズ     |
| 0000.12.23 | 中山   | 有馬記念        | GI   | 芝2500m（良） | 16    | 6     | 11 | 29.6（11人）      | 16着 | 2:36.1 (39.5)     | -4.2 | 蛯名正義        | 57          | ゴールドシップ         |
| 2013.10.06 | 京都   | 京都大賞典      | GII  | 芝2400m（良） | 13    | 6     | 9  | 33.2（06人）      | 06着 | 2:23.3 (34.7)     | -0.4 | 池添謙一        | 56          | ヒットザターゲット     |
| 0000.10.27 | 東京   | 天皇賞（秋）    | GI   | 芝2000m（良） | 17    | 2     | 4  | 51.2（09人）      | 12着 | 1:59.8 (36.7)     | -2.1 | 池添謙一        | 58          | ジャスタウェイ         |
| 0000.11.30 | 中京   | 金鯱賞          | GII  | 芝2000m（良） | 14    | 7     | 12 | 08.9（05人）      | 04着 | 2:00.4 (35.3)     | -0.8 | 北村友一        | 56          | カレンミロティック     |
| 0000.12.22 | 中山   | 有馬記念        | GI   | 芝2500m（良） | 16    | 7     | 13 | 63.8（13人）      | 08着 | 2:34.7 (38.6)     | -2.4 | C. ルメール     | 57          | オルフェーヴル         |
| 2014.01.26 | 中山   | AJCC            | GII  | 芝2200m（良） | 16    | 6     | 12 | 08.0（05人）      | 13着 | 2:15.1 (37.0)     | -1.1 | C. ルメール     | 56          | ヴェルデグリーン       |
| 0000.02.16 | 京都   | 京都記念        | GII  | 芝2200m（稍） | 12    | 8     | 12 | 73.9（07人）      | 08着 | 2:16.8 (35.0)     | -0.8 | F. ベリー       | 56          | デスペラード           |
| 0000.06.07 | 阪神   | 鳴尾記念        | GIII | 芝2000m（良） | 12    | 4     | 4  | 15.8（08人）      | 12着 | 2:05.3 (41.2)     | -6.2 | C. ウィリアムズ | 56          | エアソミュール         |
| 0000.10.14 | 京都   | 京都大賞典      | GII  | 芝2400m（良） | 12    | 8     | 11 | 44.7（09人）      | 05着 | 2:24.6 (35.5)     | -0.4 | 福永祐一        | 56          | ラストインパクト       |
| 0000.12.06 | 中京   | 金鯱賞          | GII  | 芝2000m（良） | 17    | 2     | 3  | 48.1（11人）      | 16着 | 2:01.9 (38.0)     | -3.1 | W. ビュイック   | 56          | ラストインパクト       |

## 種牡馬時代
引退後は北海道浦河郡浦河町のイーストスタッドで種牡馬となった。2016年に初年度産駒が誕生し、2018年に産駒がデビュー。初年度の血統登録は72頭を数え、JRAに先んじてまず金沢競馬のワンモアグローリーが初勝利を挙げ、その後大差勝ちばかりの3連勝を飾って一時は「怪物牝馬」とも呼ばれた。JRA所属の産駒は2018年7月1日にセンノマラカスが初出走を記録して以来112戦勝てなかったが、2019年2月17日の3歳未勝利戦でカラテがデビュー8戦目で初勝利を挙げ、これがJRAでの初勝利となった。カラテはその後2021年の東京新聞杯を制覇してJRA重賞のタイトルをもたらした。一方で、初年度産駒の勝ち上がりがスローだった影響が種付け頭数にも反映され、2019年の種付け頭数は2018年度の77頭から大きく減った37頭、2020年の種付け頭数はさらに減った18頭となった。
2022年1月30日、イーストスタッドから田中春美牧場へと移動した。その後は転売不明とスタッドブックに登録された。種付けも2021年以降は行われていない。

### 主な産駒

#### グレード制重賞優勝馬
- 2016年産
  - カラテ（2021年東京新聞杯、2022年新潟記念、2023年新潟大賞典）[33]
  - ゲンパチルシファー（2022年プロキオンステークス）

#### 地方重賞優勝馬
- 2017年産
  - マイランコントル（2020年ウイナーカップ）[34]
- 2018年産
  - サヨノグローリー（2023年プラチナカップ）

## 血統表
| トゥザグローリーの血統          | トゥザグローリーの血統                                    | トゥザグローリーの血統                                    | （血統表の出典）                                          | （血統表の出典）  |
| 父系                            | ミスタープロスペクター系                                  | ミスタープロスペクター系                                  | ミスタープロスペクター系                                  | [ § 2 ]           |
| 父 キングカメハメハ 2001 鹿毛   | 父の父Kingmambo 1990 鹿毛                                 | Mr.Prospector                                             | Raise a Native                                            | Raise a Native    |
| 父 キングカメハメハ 2001 鹿毛   | 父の父Kingmambo 1990 鹿毛                                 | Mr.Prospector                                             | Gold Digger                                               |                   |
| 父 キングカメハメハ 2001 鹿毛   | 父の父Kingmambo 1990 鹿毛                                 | Miesque                                                   | Nureyev                                                   | Nureyev           |
| 父 キングカメハメハ 2001 鹿毛   | 父の父Kingmambo 1990 鹿毛                                 | Miesque                                                   | Pasadoble                                                 |                   |
| 父 キングカメハメハ 2001 鹿毛   | 父の母*マンファス Manfath 1991 黒鹿毛                     | *ラストタイクーン                                         | *トライマイベスト                                         | *トライマイベスト |
| 父 キングカメハメハ 2001 鹿毛   | 父の母*マンファス Manfath 1991 黒鹿毛                     | *ラストタイクーン                                         | Mill Princess                                             |                   |
| 父 キングカメハメハ 2001 鹿毛   | 父の母*マンファス Manfath 1991 黒鹿毛                     | Pilot Bird                                                | Blakeney                                                  | Blakeney          |
| 父 キングカメハメハ 2001 鹿毛   | 父の母*マンファス Manfath 1991 黒鹿毛                     | Pilot Bird                                                | The Dancer                                                |                   |
| 母 トゥザヴィクトリー 1996 鹿毛 | 母の父*サンデーサイレンス Sunday Silence 1986 青鹿毛      | Halo 1969 黒鹿毛                                          | Hail to Reason                                            | Hail to Reason    |
| 母 トゥザヴィクトリー 1996 鹿毛 | 母の父*サンデーサイレンス Sunday Silence 1986 青鹿毛      | Halo 1969 黒鹿毛                                          | Cosmah                                                    |                   |
| 母 トゥザヴィクトリー 1996 鹿毛 | 母の父*サンデーサイレンス Sunday Silence 1986 青鹿毛      | Wishing Well 1975 鹿毛                                    | Understanding                                             | Understanding     |
| 母 トゥザヴィクトリー 1996 鹿毛 | 母の父*サンデーサイレンス Sunday Silence 1986 青鹿毛      | Wishing Well 1975 鹿毛                                    | Mountain Flower                                           |                   |
| 母 トゥザヴィクトリー 1996 鹿毛 | 母の母*フェアリードール 1991 栗毛                         | Nureyev 1977                                              | Northern Dancer                                           | Northern Dancer   |
| 母 トゥザヴィクトリー 1996 鹿毛 | 母の母*フェアリードール 1991 栗毛                         | Nureyev 1977                                              | Special                                                   |                   |
| 母 トゥザヴィクトリー 1996 鹿毛 | 母の母*フェアリードール 1991 栗毛                         | Dream Deal 1986                                           | Sharpen Up                                                | Sharpen Up        |
| 母 トゥザヴィクトリー 1996 鹿毛 | 母の母*フェアリードール 1991 栗毛                         | Dream Deal 1986                                           | Likely Exchange                                           |                   |
| 母系(F-No.)                     | フェアリードール(USA)系(FN:9-f)                           | フェアリードール(USA)系(FN:9-f)                           | フェアリードール(USA)系(FN:9-f)                           | [ § 3 ]           |
| 5代内の近親交配                 | Northern Dancer 5 × 5 × 4 = 12.5%、Nureyev 4 × 3 = 18.75% | Northern Dancer 5 × 5 × 4 = 12.5%、Nureyev 4 × 3 = 18.75% | Northern Dancer 5 × 5 × 4 = 12.5%、Nureyev 4 × 3 = 18.75% | [ § 4 ]           |
| 出典                            | 1. 2. 3. 4.                                               | 1. 2. 3. 4.                                               | 1. 2. 3. 4.                                               | 1. 2. 3. 4.       |

- 全弟にトゥザワールド（弥生賞）、全妹にトーセンビクトリー（中山牝馬ステークス）[36]。母・トゥザヴィクトリー系統の主たる近親にメドウラーク（七夕賞、阪神ジャンプステークス）、リオンリオン（青葉賞）[36]。